# スパイク (バンド)
スパイクは、日本のロックバンドである。2002年に滋賀県にて結成。メンバーチェンジを経て2010年に現在のメンバーとなる。
メンバーそれぞれの経験や人生から生まれた想いを日本語の歌詞に込め、ストレート、キャッチーでエモーショナルなメロディをありのままに歌い奏でる3ピースバンド。
これまでに、マキシマムザホルモン、10-FEET、UVERworld、HAWAIIAN6、dustbox、GOOD4NOTHING、ROTTENGRAFFTY、四星球、WANIMAなど、多数のアーティストと共演している。

## メンバー
- ニワッチ （ベース、ボーカル）
- アキ （ギター、コーラス）
- フミ （ドラムス、コーラス）

### 元メンバー
セグチョ / ケンジ / ミネヲ / イケヤン

## 来歴
- 2002年 - 結成。滋賀県を中心にライブ活動を展開。
- 2005年4月 - ミニアルバム「言葉が伝える僕らの歌」(FECD-0053)全国発売。
- 2008年10月 - シングル「WE ARE SPIKE!!!」ライブ会場＆通販限定発売。約20本のリリースツアーを行う。
- 2008年12月 - シングル「WE ARE SPIKE!!!」リリースツアーファイナル、滋賀浜大津B-FLATにてワンマンライブを行う。
- 2009年8月 - DEMO CD「BUBLE BUS UNDER THE SUNRISE」ライブ会場限定発売。
- 2010年5月 - DEMO CD「靴ひも」ライブ会場限定発売。ジャケットデザイン：キヨシ(SABOTEN)
- 2010年7月 - キヨシ(SABOTEN)プロデュースのオムニバス「V/A PUNK IN LEAGUES」に参加。
- 2012年7月 - シングル「信じる曲」ライブ会場＆通販限定発売。東名阪にてリリースイベントを開催。
- 2013年5月 - SHACHIトリビュートアルバム「SHACHILDREN」&オムニバス「V/A JUNK3」に参加。(参加バンド：WANIMA / MINAMI NiNE / LOOKLIKE / 他)
- 2016年12月 - レーベル「It’s FINE MUSIC RECORDS」設立を発表。
- 2017年4月 - ミニアルバム「STAND BY ME」(IFMR-0001)全国発売。

## 主なライブ

### 出演イベント
2002年
- 2002年12月4日 - 滋賀 堅田HUCKLEBERRY (w/ SHACHI / HIGHWAY61 / FOOT STAMP / ウエスタンヒーロー / 中部TRACK)

2003年
- 2003年2月12日 - 「GROWING UP FUTUER vol.1」滋賀浜大津B-FLAT (w/ PINKLOOP / 花団 / マグネットコーティング / 中部TRACK / ハンサム兄弟 / THE BOOGIE JACK / 浜志)
- 2003年5月17日 - 「GROWING UP FUTUER vol.2」滋賀 堅田HUCKLEEBERRY (w/ マスラヲコミッショナー / マキシマムザホルモン / THE SORRY ON PARADE / セックスマシーン / MUSHA×KUSHA / ピンクリボン軍 / SWITCH)
- 2003年9月23日 - 滋賀 堅田HUCKLEBERRY (w/ マスラヲコミッショナー / デストロンズ / Beehive / THE SORRY ON PARADE / Mu-kyoca / サイクロン / DYBE)

2004年
- 2004年5月29日 - 「SMILE-JACK CIRCUIT2004in彦根」 滋賀県彦根市文化プラザメッセホール (w/ 鴨川 / Bivattchee / SWITCH / SCARLATTI / THE SPAGHETTIEZ)
- 2004年8月26日 - 「BIWAROCK 2004 in 安土」安土町文芸の郷 あづちマリエート (w/ 10-FEET / HAWAIIAN6 / GELUGUGU / THEイナズマ戦隊 / UZUMAKI / ROTTENGRAFFTY / 鴨川 / UVERworld / BEAN BAG / CUTIE Pi)

2005年
- 2005年4月24日 - 「SMILE JACK CIRCUIT 2005」滋賀 長浜風の街ホール (w/ GELUGUGU / CHANGE UP / MARSAS SOUND MACHINE / SCARLATTI / CUTIE Pi / TABACCO)

- 2005年7月16日 - 「SMILE-JACK NIGHT vol.9」滋賀浜大津B-FLAT (w/ PAN / ムラマサ☆ / SABOTEN / dustbox / 9BALL / PEANUTS SCHOOL)

2006年
- 2006年2月17日 - 鴨川＆スパイクpresents「PARTY!!」滋賀石山U★STONE (w/ 鴨川 / THE BOOGIE JACK / SCARLATTI / OVER HEAT / BASHFUL BROTHERS / Restart)
- 2006年4月8日 - 「SMILE-JACK NIGHT vol.10」滋賀浜大津B-FLAT (w/ ロットングラフティー / GELUGUGU / MARSAS SOUND MACHINE)
- 2006年7月8日 - 鴨川＆スパイクpresents「PARTY!!2nd」滋賀石山U★STONE (w/ 鴨川 / PAN / REAL REACH / CUTIE Pi / Restart / G-Breeze)

2007年
- 2007年8月5日 - 「B-FLAT 8th Anniversary SPECIAL LIVE!!」滋賀浜大津B-FLAT (w/ GELUGUGU / Yum!Yum!ORANGE / MARSAS SOUND MACHINE / HOTSQUALL / 浅草ジンタ / CHILD SCHOOL TV!! / サムライズム)

2008年
- 2008年7月26日 - 「B-FLAT 9th Anniversary LIVE!!」滋賀浜大津B-FLAT (w/ SHACHI / HOTSQUALL / GOOD4NOTHING / CUTIE Pi)
- 2008年10月17日 - 「B-FLAT & FREEDOM presents TRIANGLE DREAM」滋賀浜大津B-FLAT (w/ REAL REACH / 2nd STAGE)

2009年
- 2009年7月18日 - 「B-FLAT 10th ANNIVERSARY GOLDEN LIVE!!」滋賀浜大津B-FLAT (w/ MINOR LEAGUE / GOOD4NOTHING / SHACHI / GARLIC BOYS / SABOTEN / PAN / UNLIMITS / THE冠)
- 2009年10月12日 - 「BIWAKO BEAT WAVE 2009」滋賀県希望が丘文化公園 (w/ ROTTENGRAFFTY / GELUGUGU / ニューロティカ / UZUMAKI / UNCHAIN / tick / Digital iMagic. / Nedkelly)
- 2009年12月26日 - 「年末!八王子わっしょい!」八王子MATCH VOX (w/ THE WELL WELLS / SABOTEN / PAN / 花団 / 四星球 / セックスマシーン / DATSUN320 / ソライアオ /他)

2010年
- 2010年11月28日 - 「BIWAKO BEAT WAVE 2010」滋賀県立文化産業交流会館 (w/ 10-FEET / HAWAIIAN6 / ROTTENGRAFFTY / THE 冠 / 花団 / UZUMAKI / 他)
- 2010年12月26日 - 「年末!八王子わっしょい!2010-第一夜-」八王子MATCH VOX (w/ THE WELL WELLS / DATSUN320 / セックスマシーン / 四星球 / MINI SKA BOX / ザ・サイレンズ / THE OLIVE / ParKing / マイカー共済 / CRAZY興業 / 前座：花団)

2011年
- 2011年6月10日 - NOB friends presents【Song For You 6.10】長野 LIVEHOUSE J (w/ SABOTEN / OVER ARM THROW / MARGALINE / HOCKLE HOCK / ASSHOLE UNITE / the arounds / ALLROUND / WATERS / Baby smoker / GREEN GOBLIN / 他)
- 2011年8月27日 - 「Save The Birthday 2011」滋賀県彦根市荒神山公園運動施設 (w/ 韻シスト / SKA FREAKS / sylph emew / 他)

2012年
- 2012年7月28日 - 「Save The Birthday 2012」滋賀県彦根市荒神山公園運動施設 (w/ W-D4 / OVER LIMIT / Danny / 他)
- 2012年12月26日 - 「年末!八王子わっしょい!2012-第一夜～ウェルウェルズ企画 水曜どうですか?～-」八王子MATCH VOX (w/ THE WELL WELLS / 花団 / セックスマシーン / banbi / ソライアオ / POLKADOT / THE SNEEZE / ユタ州 / トランヂスター / ザ・サイレンズ)

2013年
- 2013年3月31日 - 「団子フェスティバル2013～ファイナル～」東京 八王子ヨーロービル（MatchVox/RIPS/papaBeat） (w/ 花団 / THE WELL WELLS / セックスマシーン / PAN / つしまみれ / STANCE PUNKS / ピアノゾンビ / メガマサヒデ / 四星球 / PINKLOOP / MUSHA×KUSHA / ハンサム兄弟 / OVER ARM THROW / CRAZY興業 / MARGALINE / Gacharic Spin / 巨乳まんだら王国 / THE冠 /他)
- 2013年7月27日 - 「Save The Birthday 2013」滋賀県彦根市荒神山公園運動施設 (w/ SABOTEN / MARGALINE / W-D4 / WOMCADOLE / 他)
- 2013年12月26日 - 「年末!八王子わっしょい!2013-第一夜- THE WELL WELLS presents～みんなへの感謝を奇跡の22倍返し!～」八王子MATCH VOX (w/ THE WELL WELLS / セックスマシーン / ザ・キャプテンズ / 四球星 / スナッチハンター / 50cc / ユタ州 / AT-FIELD / CRAZY興業 / POLKADOT / トランヂスター)

2014年
- 2014年7月26日 - 「Save The Birthday 2014」滋賀県彦根市荒神山公園運動施設 (w/ B-DASH / W-D4 / SKA FREAKS / EDDY / SCOTLAND GIRL / Take mind’s Place / 他)
- 2014年8月17日 - 「SABOTEN 傑作集を選んだ1億3千万人に挨拶TOUR」滋賀浜大津B-FLAT (w/ SABOTEN / SECRET 7 LINE / AT-FIELD /)
- 2014年12月27日 - 「新神楽忘年会 -愛と誠2014」3rd DAY-」心斎橋新神楽 (w/ Re view / MINAMI NiNE / Unblock / LOOKLIKE / AMELIA / Left / ダイアラック / yonige / SMASH YOUTH / dot the period / Hump Back / 3SET BOB / POETASTER / L.A.F / CATS EYE / SOUL BEAT / 他)

2015年
- 2015年5月4日 - RAD CREATION presents「GOLDRUSH 2015」
- 2015年8月30日 - 「Save The Birthday 2015」滋賀県彦根市荒神山公園運動施設 (w/ G-FREAK FACTORY / Yum!Yum!ORANGE / 荒川ケンタウロス / SKA FREAKS / SCOTLAND GIRL / EDDY / 他)
- 2015年12月26日 - 「年末!八王子わっしょい2015～第一夜～ THE WELL WELLS presents～今夜身元不明のドローンに乗ってやって参りました～」八王子MATCH VOX (w/ THE WELL WELLS / モーリー(セックスマシーン) / THE SKIPPERS / ユタ州 / AT-FIELD / NECOKICKS / リリーギャング / トランヂスター / ザ・サイレンズ)

2016年
- 2016年8月6日 - 「EAT THE ROCK 2016 -竜王食音祭-」滋賀県竜王町総合運動公園内ドラゴンハット (w/ OVER ARM THROW / TOTALFAT / SHANK / GOOD4NOTHING / BUZZ THE BEARS / Northern19 / HOTSQUALL / Dizzy Sunfist / 他)
- 2016年8月28日 - 「Save The Birthday 2016」滋賀県彦根市荒神山公園運動施設 (w/ SpecialThanks / THE SKIPPERS / yonige / Swimy / EDDY / 他)

2017年
- 2017年9月23日 - 「EAT THE ROCK 2017 -竜王食音祭-」滋賀県竜王町総合運動公園内ドラゴンハット (w/ADAM at / BUZZ THE BEARS / FABLED NUMBER / GELUGUGU / GENNARI / GOOD4NOTHING / HOTSQUALL / MINAMI NiNE / NUBO / OVER ARM THROW / SABOTEN / SCUMGAMES / SECRET 7 LINE / SHACHI / SKA FREAKS / SMASH UP / 他)

### 主催イベント
「琵琶湖大音楽祭」2002年より開催しているスパイクの自主企画イベント。これまでに、マキシマムザホルモン、dustbox、SABOTEN、HOT SQUALL、STOMPIN’BIRD、STANCE PUNKS、PANなどが出演している。
第1回琵琶湖大音楽祭
- 2002年8月13日 - 滋賀浜大津B-FLAT(出演：STANCE PUNKS / STORM / HIGHWAY61 / マキシマムザホルモン / PAN / PARK / ちょんまげ / 浜志 / スパイク)

第2回琵琶湖大音楽祭
- 2002年11月3日 - 滋賀浜大津B-FLAT(出演：HIGHWAY61 / MUSHA×KUSHA / デストロンズ / 中部トラック / THE LONDON STYLE / STAY FREE / 浜志 / スパイク)

第3回琵琶湖大音楽祭
- 2003年2月7日 - 滋賀浜大津B-FLAT(出演：THE STAND UP / WRECKing CReW / HOCLE HOCK / SWITCH / ちょんまげ / 浜志 / スパイク)

第4回琵琶湖大音楽祭 ～V/A JUNK SP 名古屋大合唱レコ発記念～
- 2003年4月6日 - 滋賀浜大津B-FLAT(出演：THE BOOGIE JACK / 中部トラック / OXYDOL / A-QUICK / ちょんまげ / New-Laid Eggs / KAKASHI / スパイク)

第5回琵琶湖大音楽祭
- 2003年7月1日 - 滋賀浜大津B-FLAT(出演：PAN / SABOTEN / PINKLOOP / THE BOOGIE JACK / ちょんまげ / 浜志 / スパイク)

第6回琵琶湖大音楽祭
- 2003年9月9日 - 滋賀浜大津B-FLAT(出演：WRECKing CReW / THE BOOGIE JACK / リアルエイジ / KNUCKLES / 浜志 / THE INSPIRE / GIANT★STRIDE / スパイク)

第7回琵琶湖大音楽祭
- 2004年4月4日 - 滋賀浜大津B-FLAT(出演：PAN / SABOTEN / 中部TRACK / スーパーサンダース / カウンターアタック / GIANT★STRIDE / FLICK FOREHEAD / スパイク)

第8回琵琶湖大音楽祭
- 2004年5月24日 - 滋賀浜大津B-FLAT(出演：THE STAND UP / THE BOOGIE JACK / MINIMUM WAGE / カウンターアタック / THE SPAGHETTIEZ / スパイク)

第9回琵琶湖大音楽祭
- 2004年10月17日 - 滋賀浜大津B-FLAT(出演：PAN / スーパーサンダース / SHAMROCK STREET / 3-SLOT / THE SPAGHETTIEZ / THE FIRST STEP / スパイク)

第10回琵琶湖大音楽祭
- 2004年11月23日 - 滋賀浜大津B-FLAT(出演：PINKLOOP / FOOT STAMP / WRECKing CReW / GLEAM GARDEN / SLEEPING SUB / THE Roots / 3way / スパイク)

第11回琵琶湖大音楽祭
- 2005年3月5日 - 滋賀浜大津B-FLAT(出演：PAN / THE BOOGIE JACK / GIANT☆STRIDE / SCARLATTI / SWITCH / スパイク)

第12回琵琶湖大音楽祭 ～言葉が伝える僕らの歌ツアーFINAL～
- 2005年6月25日 - 滋賀浜大津B-FLAT(出演：SABOTEN / スーパーサンダース / カウンターアタック / NO-THEORY / CUTIE Pi / スパイク)

第13回琵琶湖大音楽祭
- 2005年11月11日 - 滋賀浜大津B-FLAT(出演：PAN / スーパーサンダース / REAL REACH / DOUBLE STEAL / SLUMP CHORD / GREEN PEAS YOUNG / RUNNERS-Hi / SCARLATTI / スパイク)

琵琶湖大音楽祭 -SPECIAL *2006- ～最高!最強!滋賀!～
- 2006年5月27日 - 滋賀浜大津B-FLAT(出演：dustbox / HOTSQUALL / PAN / MARGALINE / SLUGGER / RUNNERS-Hi / THE ELEPHANT OF MUSIC / THE WELL WELLS / ファインガール / SLUMP CHORD / Restart / CUTIE Pi / GREEN PEAS YOUNG / スパイク)

第14回琵琶湖大音楽祭
- 2006年9月17日 - 滋賀浜大津B-FLAT(出演：dustbox / STOMPIN’BIRD / 9BALL / RUNNERS-Hi / Restart / スパイク)

第15回琵琶湖大音楽祭
- 2006年12月9日 - 滋賀浜大津B-FLAT(出演：HOTSQUALL / PAN / creamstock / Smash up / OVER HEAT / Restart / スパイク)

第16回琵琶湖大音楽祭 ‐瀬口祭!!みんな友達!!‐
- 2007年8月13日 - 滋賀浜大津B-FLAT(出演：PAN / Smash up / DOUBLE STEAL / 9BALL / RUNNERS-Hi / SCARLATTI / THE WELL WELLS / GREEN PEAS YOUNG / スパイク)

第17回琵琶湖大音楽祭
- 2007年8月16日 - 滋賀堅田HUCKLEBERRY(出演：STANCE PUNKS / SABOTEN / Smash up / GREEN PEAS YOUNG / スパイク)

第18回琵琶湖大音楽祭
- 2008年2月10日 - 滋賀浜大津B-FLAT(出演：PAN / Smash up / GREEN PEAS YOUNG / サムライズム / Parking Area / スパイク)

第19回琵琶湖大音楽祭
- 2008年6月29日 - 滋賀浜大津B-FLAT(出演：THE SKIPPERS / DOACOCK / THE WELL WELLS/ ダットサン320 / THE ELEPHANT MUSIC / SCOTLAND GIRL / 青天78 / スパイク)

第20回琵琶湖大音楽祭
- 2009年5月3日 - 滋賀浜大津B-FLAT(出演：SPREAD / THE ELEPHANT OF MUSIC / LABRET / CONSTRUCTION NINE / THE BERRY HUNGRY / Danny / スパイク)

第21回琵琶湖大音楽祭
- 2010年5月4日 - 滋賀浜大津B-FLAT(出演：NANISAMA? / SUPER-SUPERS / EDDY / クレイジー☆モンキー / ドキドキどきんちゃん / TAC / QUARTER SELECT / スパイク)

第22回琵琶湖大音楽祭
- 2010年7月30日 - 滋賀浜大津B-FLAT(出演：SABOTEN / GARLIC BOYS / SHACHI / くりキントン / TAC / LAGOAZUL / HIGHMOUNT40 / スパイク)

第23回琵琶湖大音楽祭
- 2011年2月6日 - 滋賀浜大津B-FLAT(出演：SORRY FOR A FROG / THE WELL WELLS / Sounds Like Shit / Danny / ALIAS / スパイク)

第24回琵琶湖大音楽祭
- 2011年6月18日 - 滋賀浜大津B-FLAT(出演：SORRY FOR A FROG / 花団 / THE WELL WELLS / NUGGET / MY SHOES MY CAP / SKA FREAKS / TAC / AIRHEAD BUDDY / スパイク)

第25回琵琶湖大音楽祭
- 2012年3月3日 - 滋賀浜大津B-FLAT(出演：THE LOCAL ART / NANISAMA? / スパイク)

第26回琵琶湖大音楽祭
- 2013年8月31日 - 滋賀浜大津B-FLAT(出演：FHOOTERS / POLKADOT / AT-FIELD / スパイク)

第27回琵琶湖大音楽祭
- 2017年4月23日 - 滋賀浜大津B-FLAT(出演：NANISAMA? / ヒデオロメン / 助っ人集団☆石井ジャイアンツ / COME THIS CALL / OVER HEAT / TAC / スパイク)

### リリースツアー

#### 「言葉が伝える僕らの歌」リリースツアー
- 2005年4月29日 - 静岡 磐田FM-STAGE
- 2005年5月1日 - 愛知 名古屋CLUB ROCK'N'ROLL
- 2005年5月6日 - 松山サロンキティ
- 2005年5月8日 - 兵庫 神戸BREATH
- 2005年5月13日 - 山梨 甲府CONVICTION
- 2005年5月14日 - 東京 八王子Match Vox
- 2005年5月15日 - 埼玉 春日部HORIZON
- 2005年5月17日 - 茨城 水戸club SONIC
- 2005年5月18日 - 千葉 稲毛 K's Dream
- 2005年5月27日 - 石川 金沢vanvan V4
- 2005年6月3日 - 神奈川 横浜F.A.D
- 2005年6月4日 - 東京 新宿ACB
- 2005年6月6日 - 埼玉 熊谷VOGUE
- 2005年6月12日 - 大阪 難波CLUB WATER
- 2005年6月17日 - 愛知 名古屋SONSET STRIP
- 2005年6月19日 - 静岡 沼津GAIA
- 2005年6月24日 - 兵庫 神戸BLUE PORT
- 2005年6月25日 - 滋賀 浜大津B-FLAT

#### 「WE ARE SPIKE!!!」リリースツアー
- 2008年10月17日 - 滋賀 浜大津B-FLAT
- 2008年10月18日 - 福井 CHOP
- 2008年10月19日 - 石川 金沢VANVAN V4
- 2008年10月25日 - 愛知 名古屋DAYTRIP
- 2008年10月26日 - 静岡 浜松窓枠
- 2008年11月01日 - 静岡 磐田FM-STAGE
- 2008年11月02日 - 東京 新宿ACB
- 2008年11月08日 - 滋賀 石山U-STONE
- 2008年11月14日 - 滋賀 浜大津B-FLAT
- 2008年12月06日 - 大阪 寝屋川VINTAGE
- 2008年12月07日 - 京都 MOJO
- 2008年12月13日 - 兵庫 神戸BLUE PORT
- 2008年12月20日 - 滋賀 浜大津B-FLAT [ワンマン]

#### 「信じる曲」リリースツアー
- 2012年7月29日 - 大阪 天王寺Fireloop
- 2012年8月3日 - 東京 下北沢CAVE-BE
- 2012年8月4日 - 東京 八王子Match Vox
- 2012年8月11日 - 愛知 名古屋R.A.D
- 2012年8月19日 - 滋賀 堅田HUCKLEBERRY